# CRH1
A CRH1 egy Kínában közlekedő nagysebességű villamosmotorvonat-sorozat. A vonatot együtt tervezte a Sifang és a Bombardier Svédországban, Västeråsben. Neve eredetileg C2008 lett volna.
A CRH1 5300 kW teljesítményű, és a 25 kV 50 Hz-es váltakozó árammal villamosított vonalakon képes közlekedni. A vonatba IGBT feszültségátalakítót építettek be.

## Története
A CRH1 villamos motorvonat Bombardier Transportation technológián alapul és egy kínai-kanadai vegyesvállalat (Bombardier és Sifang) gyártja Kínában, Shandong Provinciában, Qingdaóban.
A Bombardier a kínai projekt számára eddig három vonatvariánssal rukkolt elő: A két első sorozat, a CRH1A és CRH1B gyakorlatilag a cég által már jól bejáratott, de elavult Regina sorozatra épült.
Harmadik vonatnak a CRH1E kódnévre hallgató Zefiro-t vetette be a kínai piac meghódítására a cég, és ezzel láthatóan nagyobb sikert érnek el a hatalmas piacon.
Összesen 40 szerelvény készült el, mindegyik 8 részes, egyenként 670 ülőhellyel. A vonatok ára 560 millió euró volt.
A legtöbb CRH1 vonatot elkülönítették a Kanton–Sencsen-vasútvonal részére, ahol kiváltott minden mozdony vontatta vonatot Kanton és Sencsen között a Guangdong Provinciában.

## Változatok

### CRH1A
2006 óta összesen 80 nyolc kocsiból álló szerelvényt épített közösen a Bombardier és a Sifang Power Transportation, a Shandong tartománybeli Qingdao-ban. A vonatok technológiai transzferrel, a Bombarier Regina sorozatából kerültek kialakításra.
A szerelvények a Kanton–Sencsen-vasútvonalon futnak, Guangdong tartományban, legfeljebb 250 km/h sebességgel.
A szerelvények nyolc kocsijából öt rendelkezik hajtással, a két zárókocsin található az első osztály, és tartalmaznak bisztrókocsit is.

### CRH1B
2009-től 20, 16 részes szerelvény lett üzembe állítva a Sanghaj–Nanking nagysebességű vasútvonalon. 10 kocsi rendelkezik hajtással, 3 első osztállyal és a szerelvényeken egy bisztrókocsi is helyet kapott.

### CRH1C-D
Az átalakított Zefiro változatok 2012-től kerülnek átadásra, 380 km/h sebességükkel és 20 MW hajtómű-teljesítményükkel valóban imponáló részei lesznek a CRH programnak.
A 80 vonatra 2008 végén adta le a rendelést a Bombardier-nek a Kínai Vasúti Minisztérium, eszerint a 20 8 részes vonatnak (CRH1C) és a 60 16 részes (CRH1D) vonatnak 2012 és 2016 között kell üzembe állnia.

### CRH1D
A CL380DL eredeti neve CL380CL volt, teljesen logikusan, mivel ez a CL380C hosszabbított (L:long) változata.

### CRH1E

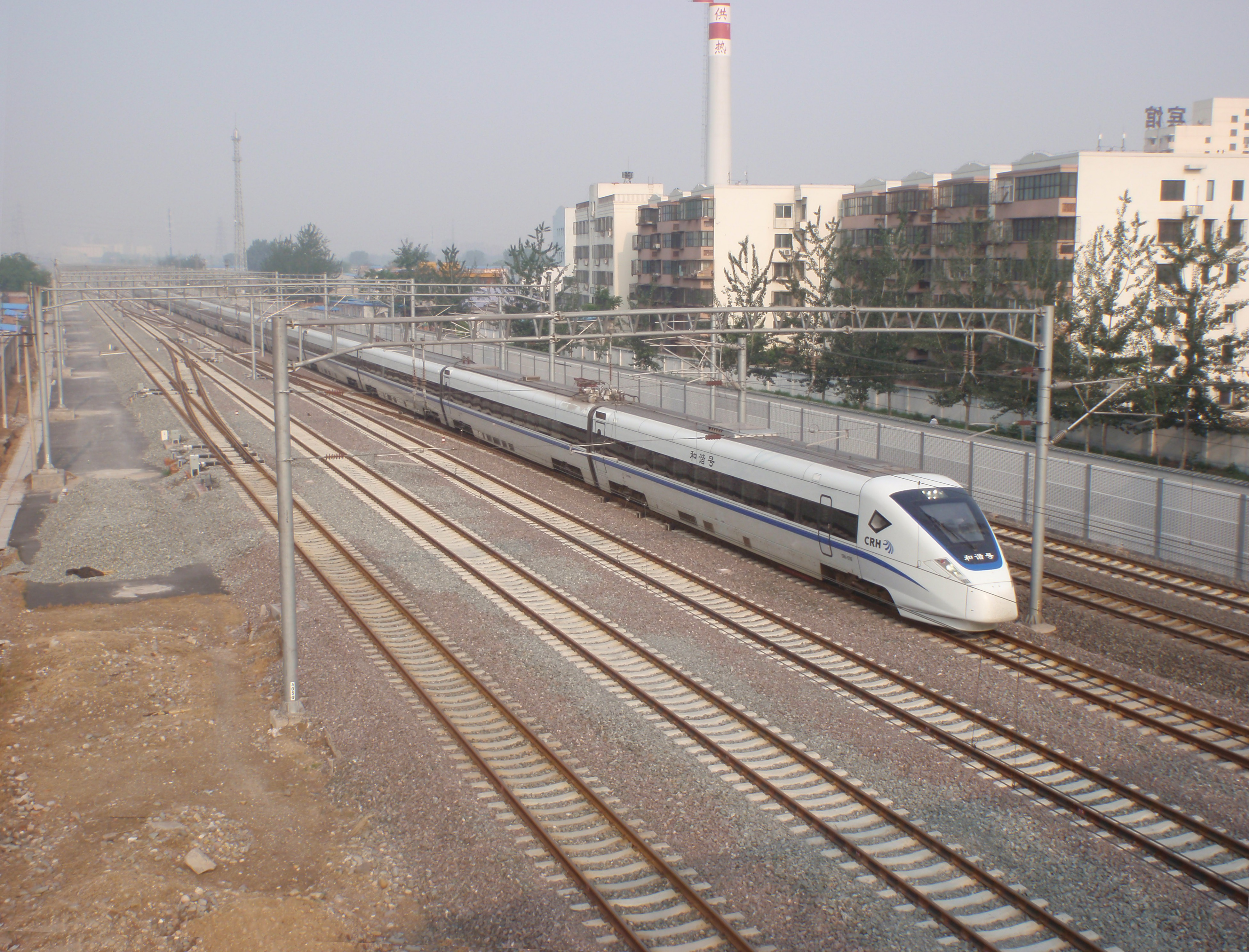
CRH 1E szerelvény

A CHR1E egy 16 részes éjszakai vonat, mely 2010-ben állt üzembe Shanghaj és Peking között. A vonat 250 km/h sebességre alkalmas, a menetidő ezen a szakaszon kb. 11 óra. A szerelvény hálókocsikat és bisztrókocsit is továbbít.